# Euridice
Euridice là vở opera của nhà soạn nhạc người Ý Jacopo Peri. Ông đã phối hợp với nhà thơ Ý Ottavio Rinuccini, người viết lời cho tác phẩm, để hoàn thành nó. Vở opera này được sáng tác vào năm 1600. Ngày nay, vở opera này vẫn được lưu giữ nguyên vẹn. Cùng với vở Dafne, Euridice trở thành một trong 2 vở opera nổi tiếng nhất của Peri. Cả hai vở opera đều là sự hợp tác của Peri và Rinuccini, đều là những vở opera phôi thai cho nhiều vở opera sau này, đồng thời còn có vai trò quan trọng trong việc biến thành phố Florence trở thành trung tâm của opera giai đoạn đầu (nửa đầu thế kỷ XVII)và đưa Ý trở thành quê hương của opera .